# Hoa hậu Chuyển giới Quốc tế 2018
Hoa hậu Chuyển giới Quốc tế 2018 là cuộc thi Hoa hậu Chuyển giới Quốc tế lần thứ 13 được tổ chức tại Pattaya, Thái Lan vào ngày 9 tháng 3 năm 2018. Hoa hậu Chuyển giới Quốc tế 2016 - Jiratchaya Sirimongkolnawin đến từ Thái Lan đã trao lại vương miện cho người kế nhiệm Nguyễn Huơng Giang đến từ Việt Nam.

## Kết quả

### Thứ hạng
| Kết quả                          | Thí sinh |
| -------------------------------- | --- |
| Hoa hậu Chuyển giới Quốc tế 2018 | - Việt Nam – Nguyễn Hương Giang ¥ |
| Á hậu 1                          | - Úc – Jacqueline Angliss Gillies |
| Á hậu 2                          | - Thái Lan – Rinrada Thurapan |
| Top 6                            | - Brazil – Izabele Coimbra - Ý – Marianna Melo - Venezuela – Michel Epalza Betancourt                                                                             |
| Top 12                           | - Honduras – Amelia Vega - Lào – Longsy Sinakhone - Mexico – Anahi Cristobal Altuzar - Mông Cổ – Solongo - Sri Lanka – Noel Tokuhisa - Hoa Kỳ – Kataluna Enriquez |

¥ - Thí sinh chiến thắng giải thưởng Most Popular Introductory Video

### Thứ tự công bố
| 1. Ý 2. Mexico 3. Brazil 4. Honduras 5. Lào 6. Sri Lanka 7. Hoa Kỳ 8. Mông Cổ 9. Venezuela 10. Úc 11. Thái Lan 12. Việt Nam | 1. Ý 2. Úc 3. Thái Lan 4. Brazil 5. Venezuela 6. Việt Nam | 1. Việt Nam 2. Thái Lan 3. Úc |

## Các giải thưởng đặc biệt
| Giải thưởng                      | Thí sinh                               |
| -------------------------------- | -------------------------------------- |
| Trang phục truyền thống đẹp nhất | - Việt Nam - Nguyễn Hương Giang        |
| Hoa hậu Tài năng                 | - Việt Nam - Nguyễn Hương Giang        |
| Video giới thiệu ấn tượng nhất   | - Việt Nam - Nguyễn Hương Giang        |
| Trang phục dạ hội đẹp nhất       | - Venezuela - Michel Epalza Betancourt |
| Hoa hậu Ảnh                      | - Brazil - Rafaela Manfrini            |
| Hoa hậu Thân thiện               | - Honduras - Amelia Vega               |

### Hoa hậu Tài năng
| Kết quả     | Thí sinh |
| ----------- | --- |
| Chiến thắng | - Việt Nam – Nguyễn Hương Giang |
| Giải nhì    | - Venezuela – Michel Epalza Betancourt |
| Giải ba     | - Ý – Marianna Melo |
| Top 14      | - Brazil – Izabele Coimbra - Pháp – Livia Nielsen - Honduras – Amelia Vega - Ấn Độ – Nitasha Biswas - Indonesia – Dinda Syarif - Israel – Elian Nesiel - Lào – Longsy Sinakhone - Mông Cổ – Solongo - Sri Lanka – Noel Tokuhisa - Thái Lan – Rinrada Thurapan - Hoa Kỳ – Kataluna Enriquez |

## Thí sinh tham gia
Cuộc thi có tổng cộng 28 thí sinh tham gia:
| Quốc gia    | Thí sinh                   | Tuổi | Quê quán   |
| ----------- | -------------------------- | ---- | ---------- |
| Argentina   | Sofia Solohaga             | 27   |            |
| Úc          | Jacqueline Angliss Gillies | 26   | Melbourne  |
| Brazil      | Isabelle Coimbra           | 24   |            |
| Trung Quốc  | Ellie Cheng                | 24   | Ma Cao     |
| Colombia    | Mia Gomez Brito            |      |            |
| Pháp        | Livia Nielsen              |      |            |
| Honduras    | Amelia Vega                |      |            |
| Ấn Độ       | Nitasha Biswas             |      | Kolkata    |
| Indonesia   | Dinda Syarif               |      | Jakarta    |
| Israel      | Elian Nesiel               | 20   | Tel Aviv   |
| Ý           | Marianna Melo              |      |            |
| Nhật Bản    | Yuko                       | 34   | Osaka      |
| Lào         | Longsy Sinakhone           | 21   |            |
| Malaysia    | Suki Low                   | 26   | Selangor   |
| Mexico      | Anahi Christobal Altuzar   | 24   | Chiapas    |
| Mông Cổ     | Solongo                    | 25   |            |
| Myanmar     | Juana Paing                |      |            |
| Nepal       | Swastika Lama              |      |            |
| Nicaragua   | Barbie D’Ebano             | 25   |            |
| Panama      | Candy Pamela               |      |            |
| Peru        | Ghina Chacon               | 26   |            |
| Philippines | Carla Marie Madrigal       |      |            |
| Sri Lanka   | Noel Tokuhisa              | 28   |            |
| Thái Lan    | Rinrada Thurapan           | 20   | Roi Et     |
| Thổ Nhĩ Kỳ  | Nez Sayginer               | 22   | Antalya    |
| Anh Quốc    | Francesca                  |      |            |
| Hoa Kỳ      | Kataluna Enriquez          | 24   | California |
| Venezuela   | Michel Epalza Betancourt   | 24   |            |
| Việt Nam    | Nguyễn Hương Giang         | 26   | Hà Nội     |

## Chú ý

### Lần đầu tham gia
- Argentina

### Trở lại
- Lần cuối tham gia vào năm 2014:
  -  Mông Cổ
  -  Việt Nam
- Lần cuối tham gia vào năm 2015:
  -  Úc
  -  Myanmar